# Stenkullen
För andra betydelser, se Stenkullen (olika betydelser).
Stenkullen är ett stationssamhälle intill Säveån och en bebyggelse i den östra delen av tätorten Lerum i Lerums kommun.

## Historia
Bruks- och industritraditionen har varit levande i Stenkullen sedan sent 1700-tal, då man här såg möjligheten i Säveåns strömmar. På 1790-talet anlades Gamlebo Kullens bomullsspinneri – Sveriges första mekaniska bomullsspinneri.
Under senare delen av 1800-talet växte samhället längs riksvägen mellan Stockholm och Göteborg, vid Säveån och den för tiden nya västra stambanan. Hillefors grynkvarn, Hedefors bruk och Britanniafabriken bildades alla under den tiden.

## Samhället
I Stenkullens återfinns Lerums brandstation och en betydande del av kommunens industriföretag.
Stenkullens station är i bruk för pendeltågstrafik, Alingsås–Göteborg (Alingsåspendeln).
I Stenkullen fanns Stenkullens kyrka från 1970-talet till 2016.

## Idrott
I Stenkullen finns flera idrottsanläggningar: Stonehill (friidrott) och Vättlehallen (ishockey och konståkning) samt en inomhushall. Fotbollsklubben Stenkullens GoIK:s damlag innehar en 35:e plats i den allsvenska maratontabellen (6 allsvenska säsonger, 119 poäng).
Handbollsklubben IK Baltichov bildades 1932 och har drygt 30 lag i seriespel och ca 450 medlemmar. Stenkullen har även en actionpark för skateboard, inlines och cykel. Parken byggdes 2008.